# Soldier of Fortune
Soldier of Fortune е сантиментална блус рок балада, написана от Ричи Блекмор и Дейвид Ковърдейл и първоначално издадена в албума на „Дийп Пърпъл“ Stormbringer от 1974 г. Въпреки че „Дийп Пърпъл“ никога не издават песента като сингъл, никога тя не е попада в класациите различни държави и е изпълнявана на живо само шест пъти от групата през 1975 г., Soldier of Fortune е развита в култ през годините. Песента е записвана и изпълнявана многократно през годините от много изпълнители и групи, включително „Уайтснейк“, „Блекморс Найт“ и „Рейнбоу“.
Песента обаче, не се харесва на останалите членове на „Дийп Пърпъл“, въпреки това Ричи Блекмор продължава да я свири, след като напуска групата, включително с „Блекморс Найт“ с вокалите на своята съпруга Кендис Найт.
Soldier of Fortune е включена и в следните албуми на групата: Last Concert in Japan (1977), Fireworks (1985), This Time Around: Live in Tokyo (2001), The Platinum Collection (2005), както и в президаването на компилацията Deepest Purple: The Very Best of Deep Purple (2010).
През 2015 г. „Уайтснейк“ записват и издават студийния албум The Purple Album, който съдържа кавър композиции от периода на Дейвид Ковърдейл в третия и четвъртия състав на „Дийп Пърпъл“ (1973 – 1976), от което издание е част и Soldier of Fortune.

## Музиканти
- Дейвид Ковърдейл – вокал
- Ричи Блекмор – китара
- Глен Хюз – бас
- Джон Лорд – клавишни
- Иън Пейс – барабани